# Rafael Acosta
Rafael Eduardo Acosta Cammarota (Caracas, 13 de Fevereiro de 1989) é um futebolista profissional venezuelano que atua como meia, atualmente defende o Mineros de Guayana.